# Roperua crypsichlora
Roperua crypsichlora là một loài bướm đêm trong họ Noctuidae.